# Kalle Anka som dörrknackare
Kalle Anka som dörrknackare (engelska: Donald's Dream Voice) är en amerikansk animerad kortfilm med Kalle Anka från 1950.

## Handling
Kalle Anka jobbar som borstförsäljare men har svårt att imponera på kunderna på grund av sin röst. Han träffar en man på gatan som säljer mirakelpiller för rösten, och köper några piller av honom. Pillret gör succé för Kalle, men håller tyvärr inte särskilt länge.

## Om filmen
Filmen hade svensk premiär den 30 januari 1950 på biografen Spegeln i Stockholm.
Filmen har givits ut på VHS och finns dubbad till svenska.

## Rollista
- Clarence Nash – Kalle Anka
- Leslie Denison – Kalles begripliga röst, talande ko
- Ruth Clifford – Kajsa Anka[7]